# Refuge de Malniu
Le refuge de Malniu (catalan : Refugi de Malniu) est un refuge de montagne situé à 2 128 m d'altitude en Cerdagne (Espagne), près de la France et de l'Andorre.

## Localisation

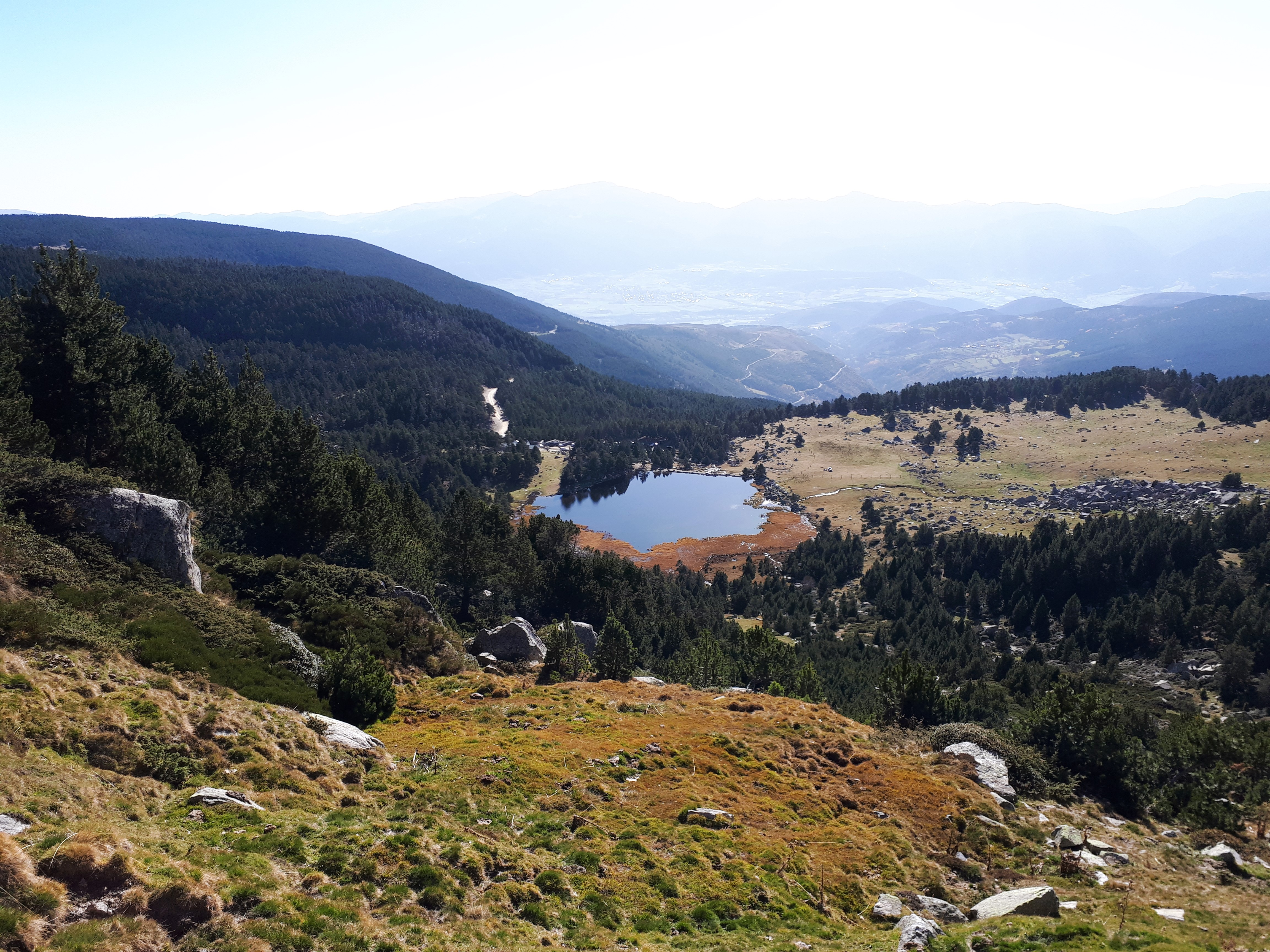
Vue sur le l'Estany Sec avec le refuge à l'arrière depuis les hauteurs à l'ouest.

Le refuge se situe dans le massif du Campcardós dans les Pyrénées, près des villages de Meranges et de Guils de Cerdanya, sur le territoire de la commune de Meranges, dont il est la propriété de la mairie. Cette commune fait partie de la comarque de Basse-Cerdagne, dans la province de Gérone, au sein de la communauté autonome de Catalogne, en Espagne.
Il se situe à proximité de la frontière française (2,4 km au niveau du Puig Pedro de la Tosa à Porta, département des Pyrénées-Orientales) et de la frontière andorrane (6,7 km au niveau de la Portella Blanca d'Andorra).
Deux lacs se trouvent près du refuge : l'Estany Sec, à proximité immédiate du refuge, et l'Estany de Malniu (ca), à 35 min de marche du refuge.

## Histoire
Le refuge est inauguré en 1954. En 2015, des travaux sont réalisés pour agrandir les chambres et les parties communes. Le nombre de chambres passe de 20 places à 54. Des toilettes sèches sont également construites à l'intérieur et un poêle à bois installé.

## Accès
Les villages les plus proches sont Meranges, situé à 1 h 30 à pieds, et Guils de Cerdanya, situé à 2 h 30. Les refuges les plus proches sont ceux d'Engorgs (ca) et de la Feixa, les trois refuges sont sur le chemin du GR-11.
L'accès en véhicule est possible par une piste qui va de Meranges jusqu'au refuge.
Un autre accès est possible en suivant la piste de la Feixa depuis la station de sports d'hiver Guils Fontanera, elle-même accessible via une piste depuis le village de Guils.

## Ascensions
Le Puigpedrós (2 914 m) est accessible depuis le refuge. Le sentier de grande randonnée GR-11 et la « Ruta dels Estanys Amagats » (route des lacs cachés) passent par le refuge.